# Eliel Saarinen

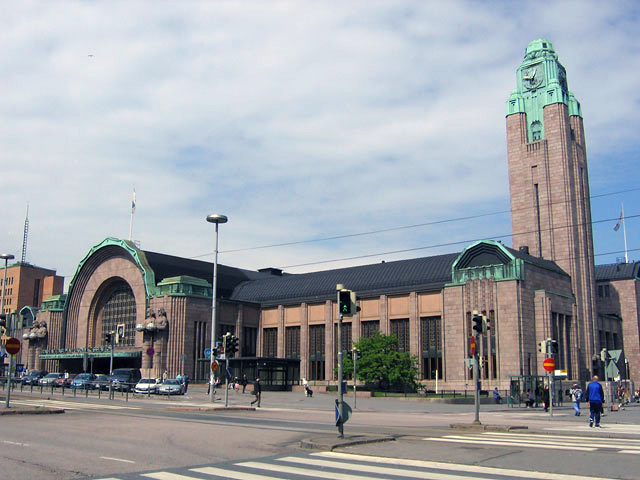
Hlavní nádraží v Helsinkách (1910-14)

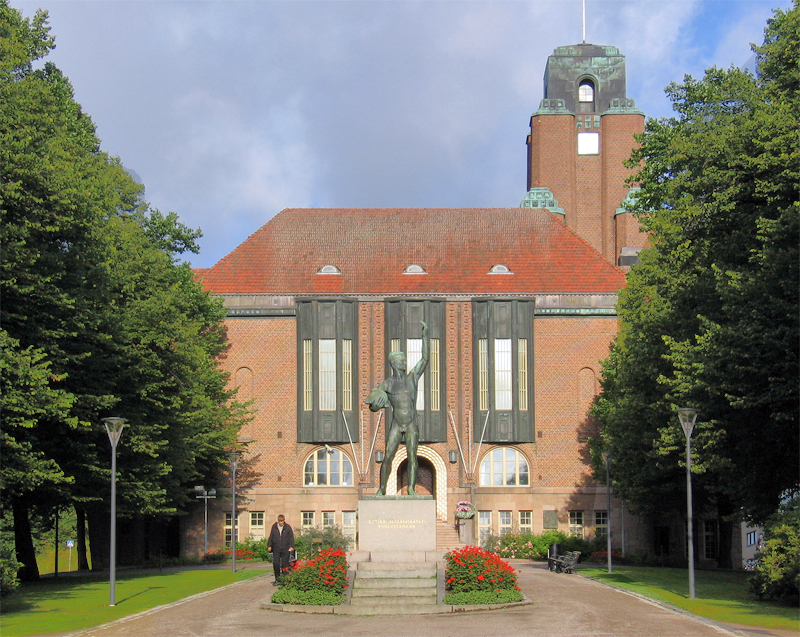
Radnice v Lahti (1911)

Eliel Gottlieb Saarinen (20. srpna 1873, Rantasalmi – 1. července 1950, Bloomfield Hills) byl finský architekt, průkopník moderní finské architektury. Jeho nejslavnější stavbou je Hlavní nádraží v Helsinkách. Je držitelem Zlaté medaile AIA. Jeho syn Eero Saarinen byl rovněž slavným architektem.

## Životopis
V letech 1893–97 studoval současně malířství a architekturu na technické univerzitě v Helsinkách. Na škole se seznámil s Hermanem Geselliusem a Armasem Lindgrenem, s nimiž v roce 1896 založili architektonickou kancelář pod názvem Gesellius, Lindgren, Saarinen. Mezi Saarinenovy nejvýraznější díla z tohoto období patří Finský pavilon pro Světovou výstavu v Paříži roku 1900, Finské Národní muzeum v Helsinkách (1900) a jeho vlastní dům Hvitträsk u Helsinek (1902), v němž měl i kancelář. Saarinenův styl, zpočátku inspirovaný vídeňskou secesí, se brzy stal velmi osobitým a dnes je znám pod názvem národní romantismus. Vyvrcholil v návrhu Hlavního nádraží v Helsinkách, s nímž autor v roce 1904 vyhrál soutěž. Projekt se realizoval v letech 1910–1914 a ovlivnil architekturu mnoha železničních stanic nejen ve Finsku.
V roce 1904 se Saarinen oženil se sestrou Hermana Geselliuse, sochařkou Louise Geselliusovou. V roce 1905 se jim narodila dcera Eva-Lisa ("Pipsan") a v roce 1910 syn Eero, později rovněž architekt, který s otcem v počátcích své kariéry úzce spolupracoval.
Kromě architektury se Saarinen věnoval i designu nábytku a koberců. Nejznámější jsou jeho židle Hannes Chair (1908), navržená pro bratra bankéře, podle kterého je i pojmenována, a White Chair (1910), navržena přímo do zimní zahrady autorova domu. V roce 1922 navrhl design finské marky.
V letech 1910–1915 zpracoval urbanistický projekt města Munksnäs-Haga. V letech 1917–1918 pracoval na urbanistickém projektu Helsinek. Věnoval se i urbanistickému rozvoji zahraničních měst, v roce 1912 vyšla jeho brožura věnovaná problémům Budapešti a v roce 1913 vyhrál první místo v mezinárodní soutěži s návrhem na celkové urbanistické řešení Tallinnu.
V roce 1922 vyhrál Saarinen druhé místo v mezinárodní soutěži s návrhem Tribune Tower v Chicagu. Protože vyhrál druhé místo, jeho návrh nebyl realizován v Chicagu, ale v Houstonu v Texasu, kde byl nazván Gulf Building (1929). Díky soutěži architekt opustil Finsko a v roce 1923 se přestěhoval do USA, kde zůstal až do smrti. Jeho prvním americkým domovem bylo město Evaston v Illinois, kde pracoval na projektu rozvoje Chicaga. Od roku 1924 začal působit jako profesor na Michiganské univerzitě.
V roce 1925 dostal nabídku navrhnout areál školy Cranbrook Educational Center v Bloomfield Hills v Michiganu. Centrum vzniklo s myšlenkou vytvořit ekvivalent německého Bauhausu. Komplex zahrnuje mimo jiné i Akademii umění, na níž od roku 1926 Saarinen učil a později se stal jejím prezidentem (v roce 1932). V roce 1949 projektoval kostel Christ Church v Minneapolis.
Eliel Saarinen zemřel v roce 1950 v USA a pohřben je ve finské oblasti Kirkkonummi.